# Gudhjem Kirke
Gudhjem Kirke beliggende i Gudhjem på Bornholm, er tegnet af professor Mathias Bidstrup og indviet 3. september 1893. Kirken er opført i granitkvadre, og skib, tårn og apsis har alle skifertag. Kirken blev opført ganske tæt på Skt. Anna kapel fra 1200-tallet, som nu er en ruin på kirkegården.
Altertavlen er fra en tidligere kirke i byen og er en trefløjet, sengotisk skabstavle, der stammer fra ca. 1475. Midterfeltet er et relief med jomfru Marias dødsleje, hvor hun omgives af de tolv apostle. Hver af sidefløjene har fire figurer i to rækker med helgener, hvoraf nogle stykker let beskadigede, og en enkelt af figurerne er gået tabt, men erstattet af en figur skabt af Poul Høm ved en restaurering i 1962.
Prædikestolen stammer ligeledes fra en tidligere kirke og er oprindeligt fremstillet i 1575. Den er i et vist omfang omarbejdet i 1789.
- Hoveddøren
- Interiør
- Orgel

## Eksterne kilder og henvisninger
- Gudhjem Kirke hos KortTilKirken.dk
- Gudhjem Kirke hos danmarkskirker.natmus.dk (Danmarks Kirker, Nationalmuseet)

- Wikimedia Commons har flere filer relateret til Gudhjem Kirke